# Lipa (novac)
Lipa, stoti dio jedne hrvatske kune, hrvatske novčane jedinice do 31. prosinca 2022.
Izdane su samo kovanice, i to u apoenima od 1, 2, 5, 10, 20 i 50 lipa. Sve kovanice na licu imaju brojčanu oznaku vrijednosti i grančicu lipe u cvatu, dok je na naličju svake kovanice druga biljka. Nazivi biljaka su neparnim godinama ispisani na hrvatskom jeziku, a parnim godinama na latinskom jeziku.

## Izgled
| Izgled | Izgled | Iznos   | Promjer | Masa   | Sastav slitine                                        | Naličje             | Godina prvog izdavanja |
| ------ | ------ | ------- | ------- | ------ | ----------------------------------------------------- | ------------------- | ---------------------- |
|        |        | 1 lipa  | 17 mm   | 0,7 g  | slitina aluminija i magnezija                         | kukuruz             | 1993.                  |
|        |        | 2 lipe  | 19 mm   | 0,92 g | slitina aluminija i magnezija                         | vinova loza         | 1993.                  |
|        |        | 5 lipa  | 18 mm   | 2,5 g  | čelična jezgra obložena slitinom bakra i cinka (mjed) | hrast lužnjak       | 1993.                  |
|        |        | 10 lipa | 20 mm   | 3,25 g | čelična jezgra obložena slitinom bakra i cinka        | duhan               | 1993.                  |
|        |        | 20 lipa | 18,5 mm | 2,9 g  | čelična jezgra obložena slitinom željeza i nikla      | maslina             | 1993.                  |
|        |        | 50 lipa | 20,5 mm | 3,65 g | čelična jezgra obložena slitinom željeza i nikla      | velebitska degenija | 1993.                  |

## Vanjske poveznice
- Katalog suvremenog hrvatskog novca